# 埃乌尔玛什·沙金·舒米
埃乌尔玛什·沙金·舒米（约公元前1004年—约公元前987年在位）（英語：Eulmash-shakin-shumi）巴比伦第六王朝首任国王。他死后约三年王朝被灭。